# Dahlem (Renânia-Palatinado)
Nota: Para outros significados de Dahlem, ver (Dahlem, desambiguação)
Dahlem é um município da Alemanha localizado no distrito (Kreis ou Landkreis) de Bitburg-Prüm, na associação municipal de Verbandsgemeinde Bitburg-Land, no estado da Renânia-Palatinado.